# 山木秀夫
山木 秀夫（やまき ひでお、1952年12月22日 - ）は、熊本県出身のドラマー。コレクションドラムスクール主催。
既婚。娘はアイドルグループX21のメンバーだった山木コハル。

## 人物
父の影響で幼い頃からジャズとタンゴに親しむ。中学1年でドラムを購入してバンドを組み、ビートルズやローリング・ストーンズ等を演奏する。16歳の時に当時まだアメリカ統治下にあった沖縄へと渡る。米軍基地のFM局のDJでドラムを叩くアメリカ人がマネージャー役を買って出て、クラブなどで多くの仕事をする。 
主にドラムセットはSONOR（ソナー）、シンバルはPAiSTe（パイステ）を使用。それ以外にも、レコーディングの現場では様々なドラムセット・シンバル・ヘッドを使用する。演奏者としては、モーラー奏法など難易度が高いとされるテクニックを持つ。ドラムセットの収集を趣味としており、倉庫を借りて保管するほど多種多様なドラムを所有している。

## 来歴
- 1974年 - 市川秀男トリオに参加し、上京。
  - 以降、土岐英史・益田幹夫・八木正生・佐藤允彦・山本剛などと共演。

- 1975年 - 山本剛トリオのメンバーとして古井戸の「酔醒」のレコーディングに参加。それまで4ビートしか叩いたことのない山木が「スーパードライバー5月4日」で自身初の8ビートに挑戦。この出会いが後の16ビートの名ドラマーのきっかけとなる。
- 1978年 - ビーイングに所属し、マライアを結成[2]。
- 1979年 - SHŌGUNの第1期メンバーとして参加（松田優作の主演ドラマ「探偵物語」の劇伴で聴こえるドラムの演奏はすべて山木秀夫によるもの）。
- 1980年 - 佐藤允彦 & Medical Sugar Bankに参加。深町純・和田アキラ・富倉安生とKEEP結成。
- 1981年 - 渡辺香津美のバンドKAZUMI BANDに参加。
- 1984年 - ワールド・ドラマーズ・ミーティングに参加、ビル・ブルーフォード、ビリー・コブハム、スティーヴ・ガッド、ハーヴィー・メイソンなどと共演[2]。
- 1985年 - 井上鑑とユニットで活動。ロンドンにてビル・ブルーフォード、ジョン・ギブリンなどと共同でレコーディング、日本にてライブ。同年、近藤等則 & IMAに加入（1993年解散まで所属）。
  - 以降、アート・リンゼイ・ジョン・ゾーン・坂本龍一・細野晴臣・ロバート・パーマー・ビル・ラズウェル・ラヴィ・コルトレーンなど、多くのミュージシャンと共演。

- 1990年 - アルバム「TENTELLETSQUE（テンテレツク）」（吉田美奈子プロデュース）リリース。
- 1993年 - アルバム「SHADOW RUN」（ビル・ラズウェル・清水靖晃プロデュース）リリース。
- 1996年10月23日 - ブルース・ミラーとの共作でサンプリングCD「Hands, Feet & Fingers」シリーズをリリース。
- 1997年7月 - オランダにてNorth Sea Jazz festivalに参加。
- 1999年8月1日 - 井上鑑・金子飛鳥とのユニットR.H.Mによるアルバム「R.H.M」をリリース。
- 2000年11月22日 - 難波弘之・水野正敏とのユニットA.P.J.によるアルバム「A.P.J.」をリリース。
- 2002年4月22日 - アルバム「There He Goes」（清水靖晃プロデュース）リリース。
- 2002年12月22日 - アルバム｢Q｣（松本孝弘・後藤次利プロデュース）リリース。
- 2003年 - 後藤次利とgym結成。
- 2014年 - 井上鑑、三沢またろうとDSD trio結成。
- 2014年 - 山木秀夫コレクション開催。
- 2017年 - NYのドローイングセンターでビル・ラズウェル、デイヴ・ダグラスとライブを開催し、演奏を収録したライブアルバム『The Drawing Center / HIDEO YAMAKI・BILL LASWELL with DAVE DOUGLAS』を発売。
- 2018年 - 来日したアート・リンゼイとDUOライブを開催。アルバム『U Turn  / Arto Lindsay & Hideo Yamak』をカセットテープと配信でリリース。
- 2019年 - ビル・ラズウェルとIZA結成。

## 主な活動

### レコーディング参加
- 阿川泰子
- 嵐
- 飯島真理
- 一世風靡セピア
- 井上陽水
- 今井美樹
- 岩崎良美
- うしろ髪ひかれ隊
- AKB48
- X21
- 尾崎亜美
- 大塚愛
- 風見しんご
- 角松敏生
- 川本真琴
- 辛島美登里
- 河合その子
- KAN
- 関ジャニ∞
- 吉川晃司
- KinKi Kids
- 工藤静香
- globe
- 桑田佳祐
- 小泉今日子
- コブクロ
- 近藤真彦
- 西城秀樹
- 酒井法子
- 榊原郁恵
- 坂本龍一
- 佐藤允彦
- THE ALFEE
- 椎名林檎、椎名林檎×斎藤ネコ
- 澁谷かのん（伊達さゆり）
- JUJU
- SING LIKE TALKING
  - 佐藤竹善
- CINDY
- スガシカオ
- 高中正義
- 高橋洋子
- 谷村有美
- 田原俊彦
- CHAGE and ASKA
- Chara
- TM NETWORK（TMN）
- DIMENSION
- TETSUYA
- 寺尾聰
- 電気グルーヴ
- 德永英明
- とんねるず
- 中島みゆき
- 中西保志
- 中森明菜
- 新山詩織
- 新田恵利
- ハイ・ファイ・セット（Hi-Fi Set）
- パチンコCR花の慶次（〜斬、〜愛）
  - ユニット・gymでの参加
- 浜田省吾
- 原田知世
- Bank Band
- 光GENJI
- 久石譲
- B'z
  - 稲葉浩志
  - 松本孝弘
- 一青窈
- 氷室京介
- 平原綾香
- 深町純
- 福山雅治
- 藤井フミヤ
- 藤原さくら
- 古内東子
- BREAKERZ
- Hey!Say!JUMP
- 布袋寅泰
- BONNIE PINK
- 堀江由衣
- 本田美奈子
- 前川清
- 真心ブラザーズ
- 松田樹利亜
- 松田聖子
- 松任谷由実
- 松本伊代
- 松本梨香
- 水樹奈々
- 美空ひばり
- miwa
- May J.
- ももいろクローバーZ
- 泰葉
- 八代亜紀
- 山崎まさよし
- 雪村いづみ
- 吉田美奈子
- 渡辺美里
- 渡辺香津美
- 渡辺貞夫

など。

### ライブ参加
- 井上陽水
- 今井美樹
- 尾崎亜美
- 吉川晃司
- 桑田佳祐
- 佐藤竹善
- 佐藤允彦
- 佐野元春
- 塩谷哲
- JUJU
- 高中正義
- 寺尾聰
- 徳永英明
- 所ジョージ
- Bank Band
- 福山雅治
- 布袋寅泰
- 森山良子
- 山崎まさよし
- 吉田美奈子
- 渡辺香津美
- 渡辺貞夫
- ART LIDSEY
- BILL LASWEL
- DAVE DOUGLAS

など。

## ディスコグラフィ

### ソロワーク
- TENTELLETSQUE（テンテレツク） - 1990年、創美企画（その後ミディ）
- SHADOW RUN - 1993年4月25日、マーキュリー
ビル・ラズウェル、清水靖晃共同プロデュース。
参加ミュージシャン：ジンジャー・ベイカー、バーニー・ウォーレル、近藤等則、劉宏軍、フォディ・ムサ・スソ、アイーブ・ディエン(Aiyb Dieng)。
- There He Goes - 2002年4月22日、Zizo
- Q - 2002年12月22日、Zizo

### マライア （マライヤ、MARIAH Project）
清水靖晃(Sax)・笹路正徳(Key.)・村川ジミー聡(Vo.)・土方隆行(Gt.)・渡辺モリオ(B.)・山木秀夫(Ds.)から成る。
- YENトリックス - 1980年、キングレコード
- Auschwiz Dream - 1981年、キングレコード
- Marginal Love - 1981年、日本コロムビア
- レッド・パーティー - 1982年、キングレコード
- うたかたの日々 - 1983年2月、日本コロムビア

### 佐藤允彦＆メディカル・シュガー・バンク （MSB）
佐藤允彦(Key)・清水靖晃(Sax)・高水健司(B.)・穴井忠臣(Per)・山木秀夫(Ds.)から成る。
- MSB - 1980年、CBS・ソニー
- MSB TWO - 1981年、CBS・ソニー

### KEEP （キープ）
深町純(Key)・和田アキラ(Gt)・富倉安生（B.)・山木秀夫(Ds.)から成る。
- DG-581 - （1981年5月25日、トリオレコード） - アルバムタイトルは発売日である事がライナーノーツに記載されている。[4]
- ロックン・ロックド・ロック - （1982年、トリオレコード）
- KEEP ALIVE - （1995年、イースタンゲイル）

### KAZUMI BAND （渡辺香津美バンド）
渡辺香津美(Gt.)・笹路正徳(Key.)・清水靖晃(Sax)・高水健司(B.)・山木秀夫(Ds.)から成る。
- TALK YOU ALL TIGHT（頭狂奸児唐眼） - 1981年、日本コロムビア
- Ganaesia（ガネシア） - 1982年、トリオレコード

### gym
後藤次利と山木秀夫のユニット。
- gym - 2003年10月30日、Zizo
- Laughing Moon - 2004年10月25日、Zizo
- In The Mirror - 2005年10月22日、Zizo
- Full of Hazards - 2006年8月30日、Zizo

### DSD trio
井上鑑・三沢またろう・山木秀夫から成る。
- LISTEN - 2014年7月4日、Zizo

### その他プロジェクト
- The Drawing Center / HIDEO YAMAKI・BILL LASWELL with DAVE DOUGLAS - 2017年 ZiZO
- U Turn  / Art Lindsay & Hideo Yamak - 2018年 ZiZO